# Сенека (Пенсільванія)
Сенека (англ. Seneca) — переписна місцевість (CDP) в США, в окрузі Венанго штату Пенсільванія. Населення — 1011 особа (2020).

## Географія
Сенека розташована за координатами 41°22′37″ пн. ш. 79°42′26″ зх. д. / 41.37694° пн. ш. 79.70722° зх. д. (41.376952, -79.707348).  За даними Бюро перепису населення США в 2010 році переписна місцевість мала площу 5,82 км², уся площа — суходіл.

## Демографія
Згідно з переписом 2010 року, у переписній місцевості мешкало 1065 осіб у 476 домогосподарствах у складі 325 родин. Густота населення становила 183 особи/км².  Було 503 помешкання (86/км²).
Расовий склад населення:
| - 97,1 % — білих - 1,0 % — азіатів - 0,5 % — чорних або афроамериканців - 0,4 % — вихідців з тихоокеанських островів - 0,3 % — корінних американців |

До двох чи більше рас належало 0,8 %. Частка іспаномовних становила 0,2 % від усіх жителів.
За віковим діапазоном населення розподілялося таким чином: 19,3 % — особи молодші 18 років, 56,6 % — особи у віці 18—64 років, 24,1 % — особи у віці 65 років та старші. Медіана віку мешканця становила 49,1 року. На 100 осіб жіночої статі у переписній місцевості припадало 83,9 чоловіків;  на 100 жінок у віці від 18 років та старших — 82,8 чоловіків також старших 18 років.
Середній дохід на одне домашнє господарство  становив 63 192 долари США (медіана — 53 783), а середній дохід на одну сім'ю — 68 617 доларів (медіана — 56 667). Медіана доходів становила 51 726 доларів для чоловіків та 34 737 доларів для жінок. За межею бідності перебувало 0,9 % осіб, у тому числі 0,0 % дітей у віці до 18 років та 1,8 % осіб у віці 65 років та старших.
Цивільне працевлаштоване населення становило 565 осіб. Основні галузі зайнятості: освіта, охорона здоров'я та соціальна допомога — 27,1 %, виробництво — 21,9 %, транспорт — 13,5 %, роздрібна торгівля — 11,3 %.